# Cleomenes tenuipes
Cleomenes tenuipes är en skalbaggsart som beskrevs av J. Linsley Gressitt 1939. Cleomenes tenuipes ingår i släktet Cleomenes och familjen långhorningar. Inga underarter finns listade i Catalogue of Life.